# ترافيس كالدويل
ترافيس كالدويل (بالإنجليزية: Travis Caldwell)‏ هو ممثل أمريكي، ولد في 16 يناير 1989 في فينيكس في الولايات المتحدة.

## أعمال

### مسلسلات
- ويزردز أوف ويفرلي بليس[4]

## وصلات خارجية
- ترافيس كالدويل على موقع IMDb (الإنجليزية)
- ترافيس كالدويل على موقع ألو سيني (الفرنسية)
- ترافيس كالدويل على موقع قاعدة بيانات الفيلم (الإنجليزية)
- ترافيس كالدويل على موقع كينوبويسك (الروسية)